# Bothriochloa grahamii
Bothriochloa grahamii là một loài thực vật có hoa trong họ Hòa thảo. Loài này được (Haines) Bor mô tả khoa học đầu tiên năm 1960.